# Гаврилов, Василий Михайлович
Василий Михайлович Гаврилов (26 января 1916 — ?) — командир орудия 904-го артиллерийского полка (351-я стрелковая Шепетовская Краснознамённая дивизия, 95-й стрелковый корпус, 18-я армия, 1-й Украинский фронт), сержант, участник Великой Отечественной войны, кавалер ордена Славы трёх степеней.

## Биография
Родился 26 января 1916 года в городе Баку. Русский. Из семьи рабочего. Окончил 7 классов школы в Баку в 1932 году. Работал токарем в автомобильном гараже треста «Лениннефть» в Баку.
В 1937 году призван Красную армию на срочную службу. В 1938 году окончил школу младших командиров зенитной артиллерии. В 1940 году уволен в запас. Вновь жил и работал в Баку.
В августе 1941 года повторно призван в Красную армию Ленинским районным военкоматом города Баку Азербайджанской ССР.
В действующей армии на фронтах Великой Отечественной войны с января 1942 года. Воевал в артиллерии на Крымском фронте. В бою 21 марта 1942 года на Керченском полуострове был тяжело ранен и эвакуирован в госпиталь на Кавказ. После выздоровления вновь на фронте с августа 1942 года. С этого времени дальнейший боевой путь прошёл в рядах 904-го артиллерийского полка 351-й стрелковой дивизии на Закавказском, с января 1943 - на Северо-Кавказском, с ноября 1943 - на 1-м Украинском, с августа 1944 - на 4-м Украинском фронтах.
В боях на Нальчикском направлении с 3 по 22 ноября 1942 года подавил огонь 2 миномётных батарей, уничтожил 1 танк, взорвал склад боеприпасов, прямым попаданием разбил наблюдательный пункт противника. При отражении немецкой атаки нанёс большой урон атакующим и вынудил их к отступлению. За эти отличия награждён своей первой наградой - медалью «За боевые заслуги».
Командир орудия 904-го артиллерийского полка 351-я стрелковая Шепетовская Краснознамённая дивизия, 18-й гвардейский стрелковый корпус, 60-я армия, 1-й Украинский фронт сержант Гаврилов Василий Михайлович отважно действовал в Житомирско-Бердичевской наступательной операции. Отважно вёл бой у села Ничкалы, поддерживая точным огнём атаку пехоты. Когда орудие оказалось выдвинуто далеко вперёд и было почти окружено противником. Гаврилов вместе с расчётом артиллерийско-миномётным огнём вытащил орудие из окружения.
В бою 12 января 1944 года восточнее города Шепетовка (Хмельницкая область, Украинская ССР) разбил огнём орудия наблюдательный пункт и уничтожил пулемётную точку противника обеспечив тем самым продвижение стрелковых частей. За образцовое выполнение боевых заданий Командования на фронте борьбы с немецкими захватчиками и проявленные при этом доблесть и мужество приказом частям 351-й стрелковой дивизии № 010/н от 22 января 1944 года сержант Гаврилов Василий Михайлович награждён орденом Славы 3-й степени.
Командир орудия 904-го артиллерийского полка (дивизия, фронт и корпус те же, 18-я армия, 1-й Украинский фронт) сержант Гаврилов Василий Михайлович отличился в Ровно-Луцкой наступательной операции. В период с 4 по 14 февраля 1944 года в боях за село Судилков (Шепетовский район Хмельницкой области) его расчёт вывел из строя до взвода гитлеровцев и 4 пулемёта.
За образцовое выполнение боевых заданий Командования на фронте борьбы с немецкими захватчиками и проявленные при этом доблесть и мужество приказом войскам 1-й гвардейской танковой армии № 027/н от 29 мая 1944 года сержант Гаврилов Василий Михайлович награждён орденом Славы 2-й степени.
Командир орудия 904-го артиллерийского полка (подчинённость та же, 95-й стрелковый корпус) сержант Гаврилов Василий Михайлович геройски действовал в Львовско-Сандомирской наступательной операции. В боях 28 июля 1944 года в районе села Богородчаны (Станиславская область, ныне посёлок городского типа в Ивано-Франковской области Украины) и 29 июля у села Оболонье (в 1,5 километрах восточнее города Долина Ивано-Франковской области) расчёт, артиллерийского орудия Василия Гаврилова подбил 1 танк, уничтожил до взвода пехоты.
За образцовое выполнение боевых заданий Командования на фронте борьбы с немецкими захватчиками и проявленные при этом доблесть и мужество Указом Президиума Верховного Совета СССР от 24 марта 1945 года сержант Гаврилов Василий Михайлович награждён орденом Славы 1-й степени.
После представления к ордену воевал в той же дивизии, но в ходе боёв в Карпатах в октябре 1944 года был ранен. После лечения в госпитале в ноябре 1944 года старший сержант В. М. Гаврилов был демобилизован. Член ВКП(б)/КПСС с 1943 года.
Жил в Баку. Продолжил работать в тресте «Лениннефть» мастером механического цеха. Впоследствии вышел на пенсию. О судьбе после 1995 года нет сведений.
Впоследствии, во время нахождения в запасе, В. М. Гаврилову, как полному кавалеру ордена Славы присвоено воинское звание старшина
Участник Парада на Красной площади в Москве 9.5.1995 в ознаменование 50-летия Победы в Великой Отечественной войне.

## Награды
- Орден Отечественной войны I степени (11.03.1985)[3]
- Орден Славы 1-й степени (31.5.1945)[2][4]
- Орден Славы 2-й степени (24.08.1944)[2]
- Орден Славы 3-й степени (9.2.1944)[2][5]
- Медаль «За боевые заслуги» (7.12.1942)[6]
- Медаль «В ознаменование 100-летия со дня рождения Владимира Ильича Ленина» (6 апреля 1970)
- Медаль «За оборону Кавказа» (1943) (вручена в сентябре 1944)[7]
- Медаль «За победу над Германией в Великой Отечественной войне 1941—1945 гг.» (9 мая 1945[8])
- Юбилейная медаль «Двадцать лет Победы в Великой Отечественной войне 1941—1945 гг.» (7 мая 1965[9])
- Юбилейная медаль «Тридцать лет Победы в Великой Отечественной войне 1941—1945 гг.»[10]
- Медаль «Ветеран труда»
- Юбилейная медаль «50 лет Вооружённых Сил СССР» (26 декабря 1967[11])
- Юбилейная медаль «60 лет Вооружённых Сил СССР» (28 января 1978[12])
- Знак «25 лет победы в Великой Отечественной войне» (1970)